# Kam'ianyï Brid
Pour les articles homonymes, voir Brid.
Kam'ianyï Brid (en ukrainien : Кам'яний Брід) ou Kamenny Brod (en russe : Каменный Брод) est une commune urbaine de l'oblast de Jytomyr, en Ukraine. Sa population s'élevait à 2 602 habitants en 2013.

## Géographie
Kam'ianyï Brid se trouve à 19 km au nord-est de Baranivka, à 60 km au nord-ouest de Jytomyr et à 188 km à l'ouest de Kiev.

## Histoire
L'origine de Kam'ianyï Brid remonte à la fondation de la faïencerie Zusman en 1862. Le village comptait une importante communauté juive, qui fut victime d'un pogrom en 1919, qui fit 200 victimes. Kam'ianyï Brid a le statut de commune urbaine depuis 1938.

## Population
Recensements (*) ou estimations de la population :
| 1959* | 1970* | 1979* | 1989* | 2001* |
| ----- | ----- | ----- | ----- | ----- |
| 3 744 | 2 445 | 2 945 | 2 799 | 2 670 |

| 2009  | 2010  | 2011  | 2012  | 2013  |
| ----- | ----- | ----- | ----- | ----- |
| 2 671 | 2 663 | 2 649 | 2 621 | 2 602 |

## Transports
Par la route, Kam'ianyï Brid se trouve à 24 km Baranivka, à 75 km de Jytomyr et à 220 km de Kiev.